# Top Ten (Spiel)
Top Ten ist ein kooperatives Partyspiel des französischen Spieleautors Aurélien Picolet, das 2020 beim französischen Verlag Cocktail Games erschienen ist. Es wurde 2022 neben Cascadia und Scout für den Kritikerpreis Spiel des Jahres nominiert.

## Thema und Ausstattung
Bei Top Ten versuchen die Mitspieler auf einer Abstufungsskala von 1 bis 10 Fragen oder Aufgaben eines Spielleiters zu beantworten, der die Antworten dann in eine korrekte Reihenfolge bringen muss. Die Spieler spielen dabei kooperativ, versuchen also, es dem Spielleiter möglichst einfach zu machen, die Reihenfolge zu bestimmen, um gemeinsam zu gewinnen.
Das Spielmaterial besteht neben einer Spielanleitung aus einer Spielmatte, 125 Themenkarten mit je vier Fragen oder Aufgaben, 10 Zahlenkarten mit den Zahlen von 1 bis 10 und acht doppelseitig beklebten Plättchen für die Wertung.

## Spielweise

### Vorbereitung
Zu Beginn des Spiels wird die Spielmatte in die Tischmitte gelegt und die Wertungsplättchen kommen mit der „Einhorn“-Seite nach oben auf das entsprechende Feld. Die Themenkarten werden gemischt und als Nachziehstapel ebenfalls auf der Spielmatte platziert. Danach wird ein Startspieler („Käpten“) bestimmt, der die 10 Zahlenkarten mischt und an die Mitspieler verteilt; bei weniger als neun Spielern bekommt er ebenfalls eine Karte.

### Spielregeln
In jeder Spielrunde zieht der aktuelle Käpten eine Themenkarte und liest eine der beiden Fragen bzw. Aufgaben laut vor. Dabei ist bei jeder Aufgabe angegeben, in welcher Form die Spieler entlang der Skala von der niedrigsten bis zur höchsten Karte antworten sollen. Der Käpten gibt die erste Antwort auf die Themenkarte, wobei seine Antwort seiner Zahlenkarte entlang der Skala entsprechen sollte, danach folgen die anderen Mitspieler im Uhrzeigersinn. Haben alle Spieler eine Antwort gegeben, muss der Käpten aufsteigend von der kleinsten Zahl die Reihenfolge der Antworten entlang der Skala erraten. Er benennt nacheinander die Spieler, die ihre Zahlenkarten aufdecken. Jedes Mal, wenn eine Zahlenkarte niedriger ist als die vorher gezeigte, wird ein Wertungsplättchen auf die „Häufchen“-Seite gedreht und auf das entsprechende Feld der Spielmatte gelegt.
Sobald alle Plättchen in der „Häufchen“-Zone liegen, endet das Spiel sofort und das Team hat verloren. Wenn nach der fünften Runde noch nicht alle Plättchen in der „Häufchen“-Zone liegen, hat das Team gewonnen und bekommt eine Wertung abhängig von der Anzahl der verlorenen Plättchen.

### Expertenvariante
In der Expertenvariante spielen die Spieler das Spiel genauso wie in der normalen Version, beim Raten muss der Käpten den Antworten allerdings eine konkrete Zahl zuweisen. Das Team wird bestraft, wenn die Zahl nicht stimmt. Zudem müssen am Ende der Runde die Mitspieler raten, welche Zahl der Käpten hatte, und dürfen, wenn sie richtig liegen, ein Plättchen zurück in die „Einhorn“-Zone bringen.

## Entwicklung
Das Spiel Top Ten wurde von dem Spieleautor Aurélien Picolet entwickelt und 2020 von dem französischen Verlag Cocktail Games auf Französisch veröffentlicht. Im gleichen Jahr erschien es auf Polnisch sowie 2021 auf Deutsch, Spanisch, Russisch, Ungarisch, Koreanisch und Chinesisch. Zudem erschien 2021 bei Cocktail Games eine Version als Top Ten 18+ in einer Erwachsenenversion.

## Rezeption
Das Spiel wurde auf mehreren Plattformen positiv bewertet.
Der Spielekritiker Wieland Herold bewertet das Spiel mit seiner zweithöchsten Wertung „Gerne morgen wieder“ und schrieb dazu: „Spannend ist es immer dann, wenn mehrere Zahlen dicht beieinander liegen und die Nuancen eine Rolle spielen. Picolets TOP TEN schiebt sich ganz unauffällig in die Top 10 der besten Partyspiele.“ Udo Bartsch bezeichnet das Spiel in seinem Blog „Rezensionen für Millionen“ als „außerordentlich“ und Harald Schrapers bescheinigt dem Spiel „das Zeug, ein Klassiker zu werden.“ Sabine Wiele schrieb in der Fairplay: „Selten hat ein Partyspiel […] direkt in eigentlich jeder Runde gezündet. So viel Spaß, so viel Lachen war selten am Tisch. Auch wenn einige der Fragen meine Schmerzgrenze überschreiten.“
Im Mai 2022 wurde Top Ten gemeinsam mit den Spielen Cascadia und Scout für das Spiel des Jahres nominiert. Die Jury begründet ihre Einschätzung wie folgt:

„Top Ten ist garantierter Spielspaß. Die redaktionell toll ausgewählten Szenarien kitzeln ungeahnt kreative Antworten und Ideen aus allen Teilnehmenden mit einer großen Bandbreite an Emotionen. Das Einsortieren der Antworten, selbst bei sehr knappen Zahlenabständen, erzeugt ein fantastisches Gruppengefühl mit vielen erinnerungswürdigen Momenten, über die man noch lange lacht.“

Eike Risto stellte das Spiel im Januar 2022 beim WDR 2 als „Kreatives Partyspiel mit Hang zur Albernheit“ vor und empfiehlt es vor allem „Menschen mit Spaß an abseitigen Fragen und ausgefuchsten Antworten“. Zugleich warnt er: „Wer keine Fantasie und kein Gespür für die Mitspielenden hat und es rigoros ablehnt, sich auch mal zum Affen zu machen, lässt besser die Finger von Top Ten.“

## Belege
1. 1 2 3 4 5 6 7  Spielanleitung Top Ten, Cocktail Games 2021
2. ↑  Top Ten, Versionen bei BoardGameGeek. Abgerufen am 6. Juni 2022.
3. ↑  Top Ten 18+ in der Spieledatenbank BoardGameGeek (englisch); abgerufen am 21. Mai 2019.
4. ↑  Wieland Herold: Top Ten, Rezension auf „Mit 80 Spielen durch das Jahr“, 11. Dezember 2021; abgerufen am 21. Mai 2019.
5. ↑  Udo Bartsch: Top Ten, Rezension auf „Rezensionen für Millionen“, 3. Dezember 2021; abgerufen am 6. Juni 2022.
6. ↑  Harald Schrapers: Top Ten, Rezension auf „games we play“; abgerufen am 21. Mai 2019.
7. ↑  Sabine Wiele: Fairplay Nr. 140, 2022, S. 11.
8. 1 2  Top Ten auf der Website des Spiel des Jahres e.V.; abgerufen am 21. Mai 2019.
9. ↑  Top Ten - Albernes, akkurat angeordnet bei WDR 2 Spiele; abgerufen am 4. Oktober 2022.